# نیکولای کوندراتیف
نیکولای کوندراتیف (انگلیسی: Nikolai Kondratiev; ۴ مارس ۱۸۹۲ – ۱۷ سپتامبر ۱۹۳۸) اقتصاددان، و سیاستمدار اهل امپراتوری روسیه بود. او به همراه جوزف شومپیتر از بنیان گذاران نظریه امواج کندراتیف است که به دور های بسیار بلند مدت در اقتصاد اشاره دارد.
ابن امواج از «دوره‌های طولانی» صحبت می‌کند که مشخص‌کنندهٔ رابطهٔ انسان و محیط مادی‌اش در طول تاریخ است. در این دوره‌های طولانی چرخه‌های «بلند مدت» (حدود ۴۰ تا ۵۰ سال) و چرخه‌های بسیار بلند مدت «لجستیک» (حدود ۳۰۰ سال) توسط اقتصاددانانی مانند نیکلا کندراتیف (۱۹۸۲–۱۹۳۰) و ژوزف شومپیتر (۱۹۵۰–۱۸۸۳) مطرح گردیده که تحت عنوان «امواج کندراتیف» از آن نام برده می‌شود.
این امواج در واقع شامل دوره‌های بسیار طولانی در اقتصاد شده و به دو دسته تقسیم می‌شود:
1. چرخه‌های بلندمدت (حدود ۴۰ تا ۵۰ سال)
2. چرخه‌های بسیار بلندمدت (حدود ۳۰۰سال)

نیکلای کندراتیف (اقتصاددان اتحاد جماهیر شوروی) اولین کسی بود که این مشاهدات را در اثر خود "چرخه‌های بزرگ اقتصادی (۱۹۲۵)" در کنار سایر آثاری که در همان دهه نوشته شده مورد توجه بین‌المللی قرار داد.
در سال ۱۹۳۹، جوزف شومپیتر پیشنهاد کرد نام چرخه‌ها را بنام "امواج کندراتیف" به افتخار او نامگذاری کند.
اما قبلتر از اینها، دو اقتصاددان هلندی بنام گلدرن و ولف، برای وجود چرخه ۵۰ تا ۶۰ ساله به ترتیب در سال‌های ۱۹۱۳ و ۱۹۲۴ استدلال می‌کردند اما نتوانستند مشاهدات مدونی را ایجاد نمایند.
اما این نظریه توسط اکثر اقتصاددانان دانشگاهی پذیرفته نشده‌است. اجماع عمومی منتقدین این نظریه این است که این امواج مستلزم شناخت الگوهایی می‌باشد که ممکن است وجود نداشته باشد. در بین گروه اندک موافقین، هم در مورد علت ایجاد امواج و هم درمورد زمان آغاز و پایان امواج توافق خاصی وجود ندارد.